# Campionati del mondo di atletica leggera indoor 2022
I Campionati del mondo di atletica leggera indoor 2022 (in inglese 18th World Athletics Indoor Championships) sono stati la 18ª edizione dei Campionati del mondo di atletica leggera indoor. La competizione si è svolta dal 18 al 20 marzo 2022 presso la Štark Arena di Belgrado, in Serbia. La Serbia ha ospitato per la prima volta questa manifestazione internazionale.
Gli atleti della Russia e Bielorussia non erano presenti a causa delle sanzioni della World Athletics riguardanti la guerra in Ucraina.
Durante la manifestazione sono stati battuti due record mondiali (ognipedana): lo svedese Armand Duplantis ha portato quello del salto con l'asta a 6,20 m, mentre la venezuelana Yulimar Rojas ha battuto quello del salto triplo con la misura di 15,74 m. Inoltre, lo statunitense Grant Holloway ha eguagliato il record mondiale dei 60 metri ostacoli con 7"29.

## Criteri di partecipazione
Le tabelle che seguono riportano i tempi e le misure minimi che gli atleti dovevano stabilire (tra il 1º gennaio 2021 e il 7 marzo 2022) per poter partecipare ai mondiali indoor di Belgrado.

### Uomini
| Gara                  | Prestazione indoor             | Prestazione outdoor              |
| --------------------- | ------------------------------ | -------------------------------- |
| 60 metri              | 6"63                           | 10"10 (100 m)                    |
| 400 metri             | 46"50                          | 45"00                            |
| 800 metri             | 1'46"70                        | 1'44"00                          |
| 1 500 metri           | 3'39"00 (o 3'55"00 nel miglio) | 3'33"00                          |
| 3 000 metri           | 7'50"00                        | 7'40"00 (o 13'10"00 nei 5 000 m) |
| 60 metri hs           | 7"72                           | 13"40 (110 m hs)                 |
| Staffetta 4×400 metri | nessun minimo                  | nessun minimo                    |
| Salto in alto         | 2,34 m                         | 2,34 m                           |
| Salto con l'asta      | 5,81 m                         | 5,81 m                           |
| Salto in lungo        | 8,22 m                         | 8,22 m                           |
| Salto triplo          | 17,10 m                        | 17,10 m                          |
| Getto del peso        | 21,10 m                        | 21,10 m                          |

### Donne
| Gara                  | Prestazione indoor             | Prestazione outdoor              |
| --------------------- | ------------------------------ | -------------------------------- |
| 60 metri              | 7"30                           | 11"15 (100 m)                    |
| 400 metri             | 52"90                          | 51"00                            |
| 800 metri             | 2'01"50                        | 1'58"00                          |
| 1 500 metri           | 4'09"00 (o 4'28"50 nel miglio) | 4'02"00                          |
| 3 000 metri           | 8'49"00                        | 8'30"00 (o 14'50"00 nei 5 000 m) |
| 60 metri hs           | 8"16                           | 12"85 (100 m hs)                 |
| Staffetta 4×400 metri | nessun minimo                  | nessun minimo                    |
| Salto in alto         | 1,97 m                         | 1,97 m                           |
| Salto con l'asta      | 4,75 m                         | 4,75 m                           |
| Salto in lungo        | 6,80 m                         | 6,80 m                           |
| Salto triplo          | 14,30 m                        | 14,30 m                          |
| Getto del peso        | 18,30 m                        | 18,30 m                          |

### Regole di partecipazione
- Ogni Paese può presentare fino a tre atleti per ogni specialità di corsa che risultano avere il minimo di partecipazione. Di questi, solo due possono prender parte alla gara (con l'eccezione dell'eptathlon, del pentathlon e delle staffette).
- Per quanto riguarda le prove multiple, la World Athletics invita a partecipare dodici atleti uomini e dodici donne secondo questi criteri:
  - il vincitore del Combined Events Challenge 2021;
  - i cinque migliori atleti provenienti dalle classifiche outdoor 2021 (al 31 dicembre 2021), con un massimo di un atleta per Paese;
  - i cinque migliori atleti provenienti dalle classifiche indoor 2022 (al 1º marzo 2022);
  - un atleta scelto a discrezione della World Athletics;

In totale, non possono partecipare più di due atleti uomini e due atlete donne per ciascun Paese.
- Per la staffetta, ogni Paese può inserire fino a otto atleti per ogni squadra;
- I Paesi che non hanno atleti uomini o donne qualificatisi, possono presentare un solo atleta uomo o un'atleta donna in una gara di corsa (ad eccezione degli 800 metri piani). Solo in casi eccezionali e in accordo con il Delegato Tecnico, può essere accettata la partecipazione di un atleta non qualificato in una gara tra 800 metri piani, salto in lungo, salto triplo o getto del peso;
- L'accettazione delle iscrizioni degli atleti non qualificatisi è comunque a discrezione dei delegati tecnici;
- Se il paese ospitante non ha atleti qualificati in una gara, può comunque far partecipare un solo atleta in tale gara, indipendentemente dall'ottenimento del minimo di partecipazione (ad eccezione di eptathlon e pentathlon; per gli 800 metri piani e i concorsi l'accettazione della partecipazione spetta al Delegato Tecnico).
- Gli atleti con un'età compresa tra i 16 e i 17 anni (al 31 dicembre 2022, ovvero nati nel 2006 o 2004) non possono partecipare al getto del peso;
- Non possono prendere parte a nessuna gara in programma atleti minori di 16 anni (al 31 dicembre 2022, nati cioè del 2007 in poi).

A ogni gara può prendere parte un numero massimo di atleti, riportato nella seguente tabella:
| Gara                          | Numero massimo di partecipanti |
| ----------------------------- | ------------------------------ |
| 60 m                          | 56                             |
| 400 m                         | 30                             |
| 800 m                         | 18                             |
| 1500 m                        | 18                             |
| 3000 m uomini                 | 24                             |
| 3000 m donne (finale diretta) | 15                             |
| 60 m hs                       | 48                             |
| Salto in alto                 | 12                             |
| Salto con l'asta              | 12                             |
| Salto in lungo                | 16                             |
| Salto triplo                  | 16                             |
| Getto del peso                | 16                             |
| Eptathlon/Pentathlon          | 12                             |
| Staffetta 4×400 m             | nessun limite                  |

## Nazioni partecipanti
Hanno preso parte a questi campionati 136 paesi membri della World Athletics e il team degli Atleti Rifugiati con un'atleta (Anjelina Nadai Lohalith).
Russia e Bielorussia non hanno partecipato alla competizione in quanto escluse da World Athletics come sanzione in conseguenza dell'invasione russa dell'Ucraina.
Il Kosovo, che ha portato un'unica atleta, ha partecipato senza poter mostrare la propria bandiera a causa della dichiarazione unilaterale d'indipendenza del Kosovo dalla Serbia, non riconosciuta dal paese ospitante dei campionati.
- Albania
- Algeria
- Andorra
- Arabia Saudita
- Argentina
- Armenia
- Atleti Rifugiati
- Australia
- Austria
- Azerbaigian
- Bahamas
- Bangladesh
- Barbados
- Belgio
- Belize
- Bermuda
- Bolivia
- Bosnia ed Erzegovina
- Botswana
- Brasile
- Bulgaria
- Burundi
- Camerun
- Canada
- Ciad
- Cile
- Cina
- Cipro
- Colombia
- Comore
- Corea del Sud
- Costa d'Avorio
- Costa Rica
- Croazia
- Cuba
- Danimarca
- Dominica
- Ecuador
- Egitto
- Emirati Arabi Uniti
- Eritrea
- Estonia
- eSwatini
- Etiopia
- Filippine
- Finlandia
- Francia
- Gambia
- Germania
- Ghana
- Giamaica
- Giappone
- Gibilterra
- Gran Bretagna
- Grecia
- Grenada
- Guyana
- Haiti
- Honduras
- Hong Kong
- India
- Indonesia
- Iran
- Irlanda
- Islanda
- Isole Vergini Americane
- Isole Vergini Britanniche
- Israele
- Italia
- Kazakistan
- Kenya
- Kirghizistan
- Kosovo
- Kuwait
- Lettonia
- Libano
- Liberia
- Libia
- Lituania
- Lussemburgo
- Macedonia del Nord
- Madagascar
- Malaysia
- Maldive
- Mali
- Malta
- Marocco
- Mauritius
- Messico
- Moldavia
- Monaco
- Montenegro
- Niger
- Nigeria
- Norvegia
- Nuova Zelanda
- Oman
- Pakistan
- Paesi Bassi
- Paraguay
- Perù
- Polonia
- Portogallo
- Porto Rico
- Qatar
- Rep. Ceca
- Romania
- San Marino
- Senegal
- Serbia
- Seychelles
- Sierra Leone
- Singapore
- Siria
- Slovacchia
- Slovenia
- Spagna
- Stati Uniti
- Sudafrica
- Sudan
- Sudan del Sud
- Svezia
- Svizzera
- Tagikistan
- Taipei cinese
- Tanzania
- Togo
- Trinidad e Tobago
- Tunisia
- Turchia
- Turks e Caicos
- Ucraina
- Uganda
- Ungheria
- Uruguay
- Uzbekistan
- Venezuela

## Calendario
| Data             | 18 | 18 | 19 | 19   | 20 | 20   |
| Evento           |    |    |    |      |    |      |
| ---------------- | -- | -- | -- | ---- | -- | ---- |
| 60 m             |    |    | B  | SF F |    |      |
| 400 m            | B  | SF |    | F    |    |      |
| 800 m            | B  |    |    | F    |    |      |
| 1 500 m          |    |    | B  |      |    | F    |
| 3 000 m          | B  |    |    |      | F  |      |
| 60 m hs          |    |    |    |      | B  | SF F |
| Salto in alto    |    |    |    |      | F  |      |
| Salto con l'asta |    |    |    |      |    | F    |
| Salto in lungo   |    | F  |    |      |    |      |
| Salto triplo     | F  |    |    |      |    |      |
| Getto del peso   |    |    |    | F    |    |      |
| Eptathlon        | F  | F  | F  | F    |    |      |
| 4×400 m          |    |    |    |      | B  | F    |

| P | Batterie preliminari | B | Batterie | Q | Qualificazioni | SF | Semifinali | F | Finale |

| Data             | 18 | 18   | 19 | 19   | 20 | 20 |
| Evento           |    |      |    |      |    |    |
| ---------------- | -- | ---- | -- | ---- | -- | -- |
| 60 m             | B  | SF F |    |      |    |    |
| 400 m            | B  | SF   |    | F    |    |    |
| 800 m            |    |      | B  |      |    | F  |
| 1 500 m          | B  |      |    | F    |    |    |
| 3 000 m          |    | F    |    |      |    |    |
| 60 m hs          |    |      | B  | SF F |    |    |
| Salto in alto    |    |      | F  |      |    |    |
| Salto con l'asta |    |      |    | F    |    |    |
| Salto in lungo   |    |      |    |      |    | F  |
| Salto triplo     |    |      |    |      | F  |    |
| Getto del peso   |    | F    |    |      |    |    |
| Pentathlon       | F  | F    |    |      |    |    |
| 4×400 m          |    |      |    |      | B  | F  |

## Medagliati

### Uomini
| Specialità | Oro                                                                           | Prestazione | Argento                                                        | Prestazione | Bronzo                                                                                         | Prestazione |
| Corse piane |                                                                               |             |                                                                |             |                                                                                                |             |
| 60 m (dettagli) | Marcell Jacobs                                                                | 6"41        | Christian Coleman                                              | 6"41        | Marvin Bracy                                                                                   | 6"44        |
| 400 m (dettagli) | Jereem Richards                                                               | 45"00       | Trevor Bassitt                                                 | 45"05       | Carl Bengtström                                                                                | 45"33       |
| 800 m (dettagli) | Mariano García                                                                | 1'46"20     | Noah Kibet                                                     | 1'46"35     | Bryce Hoppel                                                                                   | 1'46"51     |
| 1 500 m (dettagli) | Samuel Tefera                                                                 | 3'32"77     | Jakob Ingebrigtsen                                             | 3'33"02     | Abel Kipsang                                                                                   | 3'33"36     |
| 3 000 m (dettagli) | Selemon Barega                                                                | 7'41"38     | Lamecha Girma                                                  | 7'41"63     | Marc Scott                                                                                     | 7'42"02     |
| Corse a ostacoli |                                                                               |             |                                                                |             |                                                                                                |             |
| 60 m hs (dettagli) | Grant Holloway                                                                | 7"39        | Pascal Martinot-Lagarde                                        | 7"50        | Jarret Eaton                                                                                   | 7"53        |
| Salti |                                                                               |             |                                                                |             |                                                                                                |             |
| Salto in alto (dettagli) | Woo Sang-hyeok                                                                | 2,34 m      | Loïc Gasch                                                     | 2,31 m      | Hamish Kerr                                                                                    | 2,31 m      |
| Salto in alto (dettagli) | Woo Sang-hyeok                                                                | 2,34 m      | Loïc Gasch                                                     | 2,31 m      | Gianmarco Tamberi                                                                              | 2,31 m      |
| Salto con l'asta (dettagli) | Armand Duplantis                                                              | 6,20 m      | Thiago Braz da Silva                                           | 5,95 m      | Chris Nilsen                                                                                   | 5,90 m      |
| Salto in lungo (dettagli) | Miltiadīs Tentoglou                                                           | 8,55 m      | Thobias Montler                                                | 8,38 m      | Marquis Dendy                                                                                  | 8,27 m      |
| Salto triplo (dettagli) | Lázaro Martínez                                                               | 17,64 m     | Pedro Pichardo                                                 | 17,46 m     | Donald Scott                                                                                   | 17,21 m     |
| Lanci |                                                                               |             |                                                                |             |                                                                                                |             |
| Getto del peso (dettagli) | Darlan Romani                                                                 | 22,53 m     | Ryan Crouser                                                   | 22,44 m     | Tomas Walsh                                                                                    | 22,31 m     |
| Prove multiple |                                                                               |             |                                                                |             |                                                                                                |             |
| Eptathlon (dettagli) | Damian Warner                                                                 | 6 489 p.    | Simon Ehammer                                                  | 6 363 p.    | Ashley Moloney                                                                                 | 6 344 p.    |
| Staffette |                                                                               |             |                                                                |             |                                                                                                |             |
| Staffetta 4×400 m (dettagli) | Belgio Julien Watrin Alexander Doom Jonathan Sacoor Kévin Borlée Dylan Borlée | 3'06"52     | Spagna Bruno Hortelano Iñaki Cañal Manuel Guijarro Bernat Erta | 3'06"82     | Paesi Bassi Taymir Burnet Nick Smidt Terrence Agard Tony van Diepen Isayah Boers Jochem Dobber | 3'06"90     |
| record mondiale; record mondiale stagionale; record africano; record asiatico; record europeo; record nord-centroamericano e caraibico; record sudamericano; record oceaniano; record dei campionati; record nazionale; record personale; record personale stagionale. |                                                                               |             |                                                                |             |                                                                                                |             |

### Donne
| Specialità | Oro                                                                                                | Prestazione | Argento                                                                           | Prestazione | Bronzo                                                                                              | Prestazione |
| Corse piane | |             |                                                                                   |             | |             |
| 60 m (dettagli) | Mujinga Kambundji                                                                                  | 6"96        | Mikiah Brisco                                                                     | 6"99        | Marybeth Sant-Price                                                                                 | 7"04        |
| 400 m (dettagli) | Shaunae Miller-Uibo                                                                                | 50"31       | Femke Bol                                                                         | 50"57       | Stephenie Ann McPherson                                                                             | 50"79       |
| 800 m (dettagli) | Ajeé Wilson                                                                                        | 1'59"09     | Freweyni Hailu                                                                    | 2'00"54     | Halimah Nakaayi                                                                                     | 2'00"66     |
| 1 500 m (dettagli) | Gudaf Tsegay                                                                                       | 3'57"19     | Axumawit Embaye                                                                   | 4'02"29     | Hirut Meshesha                                                                                      | 4'03"39     |
| 3 000 m (dettagli) | Lemlem Hailu                                                                                       | 8'41"82     | Elinor Purrier St. Pierre                                                         | 8'42"04     | Ejgayehu Taye                                                                                       | 8'42"23     |
| Corse a ostacoli | |             |                                                                                   |             | |             |
| 60 m hs (dettagli) | Cyréna Samba-Mayela                                                                                | 7"78        | Devynne Charlton                                                                  | 7"81 =      | Gabriele Cunningham                                                                                 | 7"87        |
| Salti | |             |                                                                                   |             | |             |
| Salto in alto (dettagli) | Yaroslava Mahuchikh                                                                                | 2,02 m      | Eleanor Patterson                                                                 | 2,00 m      | Nadezhda Dubovitskaya                                                                               | 1,98 m      |
| Salto con l'asta (dettagli) | Sandi Morris                                                                                       | 4,80 m      | Katie Nageotte                                                                    | 4,75 m      | Tina Šutej                                                                                          | 4,75 m      |
| Salto in lungo (dettagli) | Ivana Vuleta                                                                                       | 7,06 m      | Ese Brume                                                                         | 6,85 m      | Lorraine Ugen                                                                                       | 6,82 m      |
| Salto triplo (dettagli) | Yulimar Rojas                                                                                      | 15,74 m     | Maryna Bech-Romančuk                                                              | 14,74 m     | Kimberly Williams                                                                                   | 14,62 m     |
| Lanci | |             |                                                                                   |             | |             |
| Getto del peso (dettagli) | Auriol Dongmo                                                                                      | 20,43 m     | Chase Ealey                                                                       | 20,21 m     | Jessica Schilder                                                                                    | 19,48 m     |
| Prove multiple | |             |                                                                                   |             | |             |
| Pentathlon (dettagli) | Noor Vidts                                                                                         | 4 929 p.    | Adrianna Sułek                                                                    | 4 851 p.    | Kendell Williams                                                                                    | 4 680 p.    |
| Staffette | |             |                                                                                   |             | |             |
| Staffetta 4×400 m (dettagli) | Giamaica Junelle Bromfield Janieve Russell Roneisha McGregor Stephenie Ann McPherson Tiffany James | 3'28"40     | Paesi Bassi Lieke Klaver Eveline Saalberg Lisanne de Witte Femke Bol Andrea Bouma | 3'28"57     | Polonia Natalia Kaczmarek Iga Baumgart-Witan Kinga Gacka Justyna Święty-Ersetic Aleksandra Gaworska | 3'28"59     |
| record mondiale; record mondiale stagionale; record africano; record asiatico; record europeo; record nord-centroamericano e caraibico; record sudamericano; record oceaniano; record dei campionati; record nazionale; record personale; record personale stagionale. | |             |                                                                                   |             | |             |

## Medagliere
| Pos.                | Nazione             | Oro | Argento | Bronzo | Totale |
| ------------------- | ------------------- | --- | ------- | ------ | ------ |
| 1                   | Etiopia             | 4   | 3       | 2      | 9      |
| 2                   | Stati Uniti         | 3   | 7       | 9      | 19     |
| 3                   | Belgio              | 2   | 0       | 0      | 2      |
| 4                   | Svizzera            | 1   | 2       | 0      | 3      |
| 5                   | Svezia              | 1   | 1       | 1      | 3      |
| 6                   | Bahamas             | 1   | 1       | 0      | 2      |
| 6                   | Brasile             | 1   | 1       | 0      | 2      |
| 6                   | Francia             | 1   | 1       | 0      | 2      |
| 6                   | Portogallo          | 1   | 1       | 0      | 2      |
| 6                   | Spagna              | 1   | 1       | 0      | 2      |
| 6                   | Ucraina             | 1   | 1       | 0      | 2      |
| 12                  | Giamaica            | 1   | 0       | 2      | 3      |
| 13                  | Italia              | 1   | 0       | 1      | 2      |
| 14                  | Canada              | 1   | 0       | 0      | 1      |
| 14                  | Corea del Sud       | 1   | 0       | 0      | 1      |
| 14                  | Cuba                | 1   | 0       | 0      | 1      |
| 14                  | Grecia              | 1   | 0       | 0      | 1      |
| 14                  | Serbia              | 1   | 0       | 0      | 1      |
| 14                  | Trinidad e Tobago   | 1   | 0       | 0      | 1      |
| 14                  | Venezuela           | 1   | 0       | 0      | 1      |
| 21                  | Paesi Bassi         | 0   | 2       | 2      | 4      |
| 22                  | Australia           | 0   | 1       | 1      | 2      |
| 22                  | Kenya               | 0   | 1       | 1      | 2      |
| 22                  | Polonia             | 0   | 1       | 1      | 2      |
| 25                  | Nigeria             | 0   | 1       | 0      | 1      |
| 25                  | Norvegia            | 0   | 1       | 0      | 1      |
| 27                  | Gran Bretagna       | 0   | 0       | 2      | 2      |
| 27                  | Nuova Zelanda       | 0   | 0       | 2      | 2      |
| 29                  | Kazakistan          | 0   | 0       | 1      | 1      |
| 29                  | Slovenia            | 0   | 0       | 1      | 1      |
| 29                  | Uganda              | 0   | 0       | 1      | 1      |
| Totale (31 Nazioni) | Totale (31 Nazioni) | 26  | 26      | 27     | 79     |